# Vildé-Guingalan
Vildé-Guingalan (bret. Gwilde-Gwengalon) – miejscowość i gmina we Francji, w regionie Bretania, w departamencie Côtes-d’Armor.
Według danych na rok 1990 gminę zamieszkiwało 820 osób, a gęstość zaludnienia wynosiła 112 osób/km² (wśród 1269 gmin Bretanii Vildé-Guingalan plasuje się na 651. miejscu pod względem liczby ludności, natomiast pod względem powierzchni na miejscu 934.).